# Ballad in Plain D
Ballad in Plain D è un brano musicale composto ed eseguito dal cantautore statunitense Bob Dylan, incluso nell'album Another Side of Bob Dylan del 1964, e, con i suoi otto minuti e diciotto secondi di durata, è la canzone più lunga dell'intero album.

## Il brano
La canzone racconta in musica le circostanze che portarono alla rottura della relazione sentimentale tra Bob Dylan e Suze Rotolo, la sua fidanzata dell'epoca. Dylan elenca dettagliatamente ed impietosamente i conflitti in essere tra lui stesso, la madre della Rotolo, Mary Rotolo, e la sorella Carla Rotolo. Il critico musicale Andy Gill scrisse che, nel brano, Dylan idealizza Suze Rotolo, mentre invece "caratterizza perfidamente sua sorella Carla come una pretenziosa parassita arrampicatrice sociale".
Il brano illustra come le tensioni tra Dylan e Suze Rotolo giunsero al culmine nell'ultima settimana di marzo del 1964 con una violenta lite, nella quale Dylan e la sorella Carla litigarono furiosamente. «Beneath a bare lightbulb the plaster did pound/ Her sister and I in a screaming battleground/ And she in between, the victim of sound/ Soon shattered as a child to the shadows».
Il musicologo Clinton Heylin affermò che Bob Dylan scrisse una versione grezza di Ballad in Plain D poco tempo dopo lo svolgersi della lite. Nel maggio 1964, egli si fermò nel villaggio greco di Vernilya, a lavorare alle canzoni del suo prossimo album; qui ebbe il tempo di elaborare e sviluppare pienamente la canzone abbozzata, che andò poi a registrare nel giugno seguente.
In un'intervista con Victoria Balfour, Suze Rotolo volle aggiungere un commento alla canzone che la riguardava così da vicino: «Molta gente mi chiese come mi rapportavo a queste canzoni così maligne e piene di rancore, come Ballad in Plain D, dato che ero stata io ad ispirarne qualcuna, ma non mi sentii mai veramente ferita da esse. Capivo quello che stava facendo. Era la fine di qualcosa ed entrambi eravamo feriti ed amareggiati. La sua arte era il suo sfogo, il suo modo di esorcizzare la cosa. Era salutare. Era così che metteva su carta la sua vita; le canzoni d'amore, le canzoni ciniche, le canzoni politiche, fanno tutte parte del modo in cui vedeva il suo mondo e viveva la sua vita, punto.».
Dylan, quando gli venne chiesto nel 1985 se avesse qualche tipo di rimorso circa Ballad In Plain D, replicò: «Oh sì, quella! Guardo indietro e mi dico "devo essere stato un vero stronzo per scriverla". Quella in particolare, di tutte le canzoni che ho composto, forse avrei fatto meglio a non scriverla».
La strofa d'apertura di Ballad in Plain D, «I once loved a girl», fornì anche la melodia alla canzone stessa. Heylin affermò che una delle più conosciute canzoni folk inglesi, Once I Had A Sweetheart (conosciuta anche come The Forsaken Lover), servì a Dylan come base d'ispirazione della sua canzone. Nella traccia sono riscontrabili anche delle somiglianze con un'altra canzone folk tradizionale intitolata I Once Loved A Lass e il penultimo verso del brano in questione, è chiaramente il modello al quale si ispirò Dylan per la strofa conclusiva di Ballad in Plain D.